# Liste der Monuments historiques in Divonne-les-Bains
Die Liste der Monuments historiques in Divonne-les-Bains führt die Monuments historiques in der französischen Gemeinde Divonne-les-Bains auf.

## Liste der Bauwerke
| Bezeichnung    | Beschreibung | Standort | Kennzeichnung | Schutzstatus | Datum | Bild           |
| -------------- | ------------ | -------- | ------------- | ------------ | ----- | -------------- |
| Villa Beaulieu |              | (Lage)   | PA00132809    | Inscrit      | 1994  | weitere Bilder |

## Liste der Objekte
- Monuments historiques (Objekte) in Divonne-les-Bains in der Base Palissy des französischen Kultusministeriums